# 富勒姆女子足球俱乐部
富勒姆女子足球俱乐部（Fulham F.C. Women）是一間英格蘭女子職業足球會，為富勒姆的屬會。成立於1993年，是歐洲首支轉為全職業的女子隊
富勒姆女子足球俱樂部前身為「富咸之友」（Friends of Fulham），在2000年4月，富咸轉為全職業的女子隊，成為歐洲首支轉為全職業的女子隊，在2002/03年球季富咸贏得聯賽、足總盃及聯賽盃成為「三料冠軍」，但球會主席阿法耶茲（Mohamed Al-Fayed）於職業化三年後將球隊回復半職業身份。。在2006年5月16日首度解散，同年以獨立身份重組繼續參賽，惟於連續兩年降班導致贊助商退出後，而於2010年6月再度解散。直至2014年在富勒姆足球俱樂部基金會推動下重組，以富勒姆足球俱樂部基金會女士（英語：Fulham FC Foundation Ladies）參與 倫敦和東南女子地區足球聯賽，到2018年俱樂部改名為富勒姆女子足球俱乐部（英語：Fulham F.C. Women）

## 榮譽
- 英格蘭足球總會女子國家組超級聯賽
  - 冠軍：2002/03年；
- 英格蘭足球總會女子南區組超級聯賽
  - 冠軍：2001/02年、2007/08年；
- 英格蘭女子足總盃
  - 冠軍：2002年、2003年；
  - 亞軍：2001年；
- 英格蘭女子聯賽盃
  - 冠軍：2002年、2003年；
  - 亞軍：2004年；

## 外部連結
- Official site
- The FA Ladies Page （页面存档备份，存于）
- She Kicks magazine （页面存档备份，存于）